# Szczukowice
Szczukowice – wieś w Polsce położona w województwie świętokrzyskim, w powiecie kieleckim, w gminie Piekoszów.
| SIMC    | Nazwa      | Rodzaj    |
| ------- | ---------- | --------- |
| 0261841 | Koloniści  | część wsi |
| 0261858 | Okrąglica  | część wsi |
| 0261864 | Sobków     | część wsi |
| 0261870 | Stara Wieś | część wsi |

Dojazd z Kielc zapewniają autobusy komunikacji miejskiej linii 18. Przez Szczukowice przebiega linia kolejowa Kielce-Fosowskie, w miejscowości znajduje się posterunek odgałęźny nadzorujący ruch na łącznicy kolejowej z linią Warszawa Zachodnia-Kraków Główny Osobowy.
Wieś leżąca w powiecie chęcińskim województwa sandomierskiego należała w XVI wieku do Tarłów. W latach 1975–1998 miejscowość administracyjnie należała do województwa kieleckiego.
Przez miejscowość przebiega droga wojewódzka nr 786.